# Rattus osgoodi
Rattus osgoodi — один з видів гризунів роду пацюків (Rattus).

## Поширення
Цей вид був записаний лише з двох пунктів у провінції Лам Донг, південній частині В'єтнаму. Цей вид зустрічається в різних первинних і вторинних гірських середовищах проживання. Musser, Newcomb (1985) відзначають, що вони «підозрюють, що цей вид наземний і живе в траві і щільному чагарнику, забезпечуючи хороше покриття, які можуть бувати або по лісових краях або розкидані по лісу. Густі чагарники, прилеглі до сільськогосподарських полів можуть також бути гарним середовищем проживання».

## Морфологічні особливості
Гризуни середнього розміру, завдовжки 124—171 мм, хвіст — 102—137 мм, стопа — 26 — 37 мм.

## Зовнішність
Хутро щільне, довге і м'яке. Верхні частини яскраво-темно-коричневі, боки трохи світліші, тоді як нижні темно-сірі, з коричневими відблисками, особливо вздовж грудей. Вуха і задня частина ніг темно-коричневі. Хвіст коротший за голову і тіло, темно-коричневий. У самиць є 2 пари грудних сосків і 3 пахових пари.

## Загрози та охорона
Немає серйозних загроз для цього виду. Він присутній в охоронних районах.